# Fábio Figueiras
Fábio de Melo Figueiras (Belém, 27 de março de 1981) é um político, advogado e empresário brasileiro. Filiado ao PSB, foi vereador de Ananindeua entre 2012 e 2019 e atualmente exerce o cargo de deputado estadual.